# Африканско изкуство
Африканското изкуство описва съвременните и исторически картини, скулптури, инсталации и друга визуална култура на местното африканско население и африканския континент. Определението може да включва и изкуството на африканските диаспори, като афроамериканското, карибското и изкуството в южноамериканските общества, вдъхновени от африканските традиции. Въпреки това разнообразие, съществуват обединяващи художествени теми, чрез които се разглежда целостта на визуалната култура от континента Африка.
Маскарадът, металопластиката, скулптурата, архитектурата и танците са важни форми на изкуството в Африка и могат да бъдат включени в изследването на африканското изкуство. Терминът „африканско изкуство“ обикновено не включва изкуството на северноафриканските райони по брега на Средиземно море, тъй като такива райони отдавна са част от различни традиции. В продължение на повече от хилядолетие изкуството на такива области е част от берберското или ислямското изкуство, макар и с много специфични местни характеристики. Изкуството на Етиопия, с дългата си християнска традиция, също е различно от това на останалата част от Африка, където традиционната африканска религия (включително исляма в северната част) е доминираща, от скоро. Африканското изкуство включва древното изкуство, ислямското изкуство на Западна Африка, християнското изкуство на Източна Африка и ритуалното изкуство на тези и други региони. Повечето африкански скулптури са били направени от дърво и други естествени материали, които не са били оцетявани, а са оставени с естествения си цвят; по-стари фигури от керамика могат да бъдат намерени в редица области. Маските са важен елемент в изкуството на много африкански народи, заедно с човешки фигури, често силно стилизирани. Има голямо разнообразие от стилове, често вариращи в един и същ контекст на произход в зависимост от използването на обекта. Забелязват се широки регионални тенденции; скулптурата е най-разпространена сред групи от култиватори в районите, отводнени от реките Нигер и Конго в Западна Африка. Директните изображения на божества са сравнително редки, но по-специално маските са правени често за религиозни церемонии; днес много са направени за туристите като „летищно изкуство“. От края на 19 век, африканското изкуство има все по-голямо значение за приноса към световното изкуство. Африканското изкуство оказва важно влияние върху европейското модернистично изкуство което е вдъхновено от липсата на загриженост към натуралистичното изобразяване. Именно на тази оценка на африканската скулптура се приписва понятието „африканско изкуство“, забелязано от европейските и американски художници, и историците на изкуството.
Западноафриканските култури разработват бронзовото релефно изкуство, подобно на известните Бенински бронзи, използвани за украса на дворца в град Бенин, направени от народа на Едо. Народите, говорещи на манде изработват стилизирани човешки фигури, направени от дърво. Фигурите са с широки, плоски повърхности, ръцете и краката са с форма на цилиндри. В Централна Африка обаче основните отличителни характеристики включват лица във формата на сърце, които са извити навътре с ясно изразени шарки от кръгове и точки.
Изкуството на Танзания е известно с модерните картини Тинга Тинга и скулптурите Маконде. Културата на Зимбабве оставя по-впечатляващи следи в архитектурата, отколкото в скулптурата, но осемте каменни скулптури във формата на птици са впечатляваща находка, която изглежда има специално значение за африканското изкуство.
Съвременните зимбабвийски скулптури от камък са постигнали значителен международен успех. Най-старите известни глинени фигури в Южна Африка датират от 400 до 600 г. сл. Хр. И имат цилиндрични глави със смес от човешки и животински черти.

## Тематични елементи
- Художествено творчество или експресивен индивидуализъм: По-конкретно в западноафриканското изкуство се акцентира широко върху експресивния индивидуализъм, като същевременно се влияе от работата на предшествениците. Пример може да бъде артистичността на Дан, както и присъствието му в западноафриканската диаспора.[2][3]
- Акцент върху човешката фигура: Човешката фигура винаги е била основната тема на повечето африкански изкуства и този акцент дори е повлиял на някои европейски традиции.[4] Например, през петнадесети век Португалия търгува с културата Сапи близо до Кот д'Ивоар в Западна Африка, който създава сложни салфетки от слонова кост, които са хибриди с африкански и европейски дизайн, най-вече поради, добавената човешката фигура (човешката фигура обикновено не се появяват в португалски солници). Човешката фигура може да символизира живи или мъртви, може да се позовава на вождове, танцьори или различни професии, като барабанисти или ловци, или дори може да бъде антропоморфно представяне на бог или да има друга функция. Друга често срещана тема е метаморфозата на човека и животните.
- Визуална абстракция: африканските произведения на изкуството предпочитат визуалната абстракция пред натуралистичното представяне. Това е така, защото много африкански произведения на изкуството обобщават стилистични норми.[5]

## Обхват
Изследването на африканското изкуство дотогава е било съсредоточено върху традиционното изкуство на някои добре познати групи на континента, с особен акцент върху традиционната скулптура, маски и друга визуална култура от неислямската Западна Африка, Централна Африка и Южна Африка с особен акцент върху XIX и XX век. Напоследък обаче се наблюдава движение сред африканските историци на изкуството и други учени за включване на визуалната култура от други региони и времеви периоди. Идеята е, че чрез включване на всички африкански култури и тяхната визуална култура във времето, африканското изкуство, ще има по-голямо разбиране за визуалната естетика на континента във времето. На по-късен етап, изкуствата на хората от африканската диаспора, в Бразилия, Карибите и югоизточните Съединени щати, също започва да се включва в изследването на африканското изкуство.

## Материали
Африканското изкуство приема много форми и е направено от много различни материали. Повечето африкански произведения на изкуството са скулптури от дърво, вероятно защото дървото е много разпространен материал. Бижутата са популярна форма на изкуството и се използват за означаване на ранг, принадлежност към дадена група или чисто за естетика. Африканските бижута са изработени от разнообразни материали, като камък за очи на Тигър, хематит, сезал, кокосова черупка, мъниста и абаносово дърво. Скулптурите могат да бъдат дървени, керамични или издълбани от камък като известните скулптури на Шона а украсената или изваяна керамика идва от много региони. Изработват се различни форми на текстил, включително читенж, кал от плат и кенте. Мозайки от крила на пеперуди или цветен пясък са популярни в западна Африка. Ранните африкански скулптури могат да бъдат идентифицирани като направени от теракота и бронз.

## Традиционни африкански религии
Традиционните африкански религии оказват изключително влияние върху различните форми на изкуство на целия континент. Африканското изкуство често произтича от темите за религиозната символика, функционализма и утилитаризма. Повечето произведения на изкуството са създадени за духовни, а не за творчески цели. Много африкански култури подчертават важността на предците, като ги оприличават на посредници между живите, боговете и върховния творец, а изкуството се разглежда като начин за контакт с тези духове на предците. Изкуството може също да се използва за изобразяване на богове и се оценява поради функционалните си цели. Важно е обаче да се отбележи, че идването на християнството, и на исляма са повлияли значително на изкуството на африканския континент. Традициите и на двете религии са интегрирани във вярванията и формите на изкуството в традиционната африканска религия.

## История
Произходът на африканското изкуство датира от много преди записаната история. Африканското скално изкуство в Сахара в Нигер запазва дърворезби на 6000 години. Наред с Африка на юг от Сахара, западните културни изкуства, древноегипетските картини и артефакти и занаятите в южните части също допринасят значително за африканското изкуство. Изкуството често изобразява абстрактни интерпретации на животни, растения или природни мотиви и форми и други елементи от изобилието на заобикалящата природа. В Западна Африка най-ранните известни скулптури са от културата Нок, процъфтяла между 1500 г. пр.н.е. и 500 г.
По-сложни методи за произвеждане на изкуство са разработени в Африка на юг от Сахара около 10 век, като някои от най-забележителните постижения включват бронзовия двор на Игбо Уку и теракотните на Иле Ифе, бронзови и месингови отливки, често орнаментирани със слонова кост и скъпоценни камъни, смятани за много престижни в голяма част от Западна Африка.

## Влияние върху западното изкуство
По време и след колониалния период от 19 и 20 век западняците дълго характеризират африканското изкуство като „примитивно“. Терминът носи в себе си отрицателни конотации на неразвитие и бедност. Колонизацията през деветнадесети век създава западно разбиране, зависещо от убеждението, че на африканското изкуство липсват технически възможности поради ниския му социално-икономически статус.
В началото на ХХ век историци на изкуството като Карл Айнщайн, Михал Собески и Лео Фробениус публикуват важни трудове, придавайки на африканското изкуство статут на естетически обект, а не само на етнографски обект. В същото време художници като Пол Гоген, Пабло Пикасо, Жорж Брак, Андре Дерен, Анри Матис, Джоузеф Ксаки и Амедео Модиляни стават известни и вдъхновени от африканското изкуство сред другите форми на изкуството. В ситуация, в която утвърденият авангард се придържа към ограниченията, налагани за обслужване на света на изявите, африканското изкуство демонстрира силата на добре организираните форми; произведени не само чрез реагиране на зрението, но и за въображение, емоция, мистично и религиозно преживяване. Тези художници виждат в африканското изкуство формално съвършенство и изтънченост, обединено с феноменална изразителна сила. Изучаването и реакцията на африканското изкуство от художниците в началото на ХХ век улеснява интереса към абстракцията, организацията и реорганизацията на формите и изследването на емоционални и психологически области, невиждани в западното изкуство. По този начин е променен статутът на визуалното изкуство. Изкуството престава да бъде просто и преди всичко естетическо, но се превръща и в истинска среда за философски и интелектуален дискурс.

## Влияние върху западната архитектура
Европейската архитектура е силно повлияна от африканското изкуство. Пионери като Антонио Сант'Елия, Льо Корбюзие, Пиер Луиджи Нерви, Тео ван Дусбург и Ерих Менделсон, които са скулптори и художници са силно вдъхновени от Африка. През 50-те години на миналия век европейските архитекти превръщат сградите в мащабни скулптури, замествайки ненужната украса (така критикувана от Адолф Лоос), като интегрират текстурирани стенописи и големи барелефи в стените. През 60-те години африканското изкуство повлиява на брутализма, както в езика, така и в символиката, особено при Льо Корбюзие, Оскар Нимайер и Пол Рудолф. Произведението на Джон Лаутнър напомня за артефакти от Йоруба; чувствените проекти на Patricio Pouchulu почитат голите дървени скулптури на Догони и Baoulé. За разлика от Европа, африканското изкуство никога не е установява граници между боди арт, живопис, скулптура и архитектура; благодарение, на което западните архитекти могат да се насочат към различни художествени изрази.

## Традиционно изкуство
Традиционното изкуство описва най-популярните и изучавани форми на африканското изкуство, които обикновено се намират в музейните колекции.
Дървените маски, които могат да изобразяват хора, животни или легендарни създания, са една от най-често срещаните форми на изкуство в Западна Африка. В първоначалния си контекст церемониалните маски се използват за тържества, посвещения, събиране на реколтата и подготовка на война. Маските се носят от избран или посветен танцьор. По време на церемонията на маските танцьорът влиза в дълбок транс и по време на това състояние на ума той „общува“ с предците си. Маските могат да се носят по три различни начина: вертикално покриващи лицето: като шлемове, обгръщащи цялата глава и като гребен, опиращи се на главата, която обикновено е покрита с материал като част от маскировката. Африканските маски често представляват дух и силно се вярва, че духът на предците притежава носителя. Повечето африкански маски са направени с дърво и могат да бъдат украсени със слонова кост, животински косми, растителни влакна (като рафия), пигменти (като каолин), камъни и полускъпоценни скъпоценни камъни също са включени в маските.

## Съвременно изкуство в Африка
Африка е дом на процъфтяваща съвременна култура на изобразителното изкуство. Това се проучва поради акцента на учените и колекционерите на изкуство върху традиционното изкуство. Забележителните съвременни художници включват Ел Анацуй, Марлене Дюма, Уилям Кентридж, Карел Нел, Кендел Геърс, Инка Шонибаре, Зерихун Йетмгета, Одиамбо Сиангла, Елиас Дженго, Олу Огюбе, Любайна Химид и Били Биджочка, Хенри Таяли. Биеналетата на изкуството се провеждат в Дакар, Сенегал и Йоханесбург, Южна Африка. Много съвременни африкански художници са представени в музейни колекции и тяхното изкуство може да се продава за високи цени на търгове на изкуства. Въпреки това, много съвременни африкански художници са склонни да намерят труден момент да намерят пазар за своята работа. Много съвременни африкански изкуства заемат много от традиционните предшественици. По ирония на съдбата този акцент върху абстракцията се разглежда от западняците като имитация на европейски и американски кубистки и тотемични художници като Пабло Пикасо, Амедео Модиляни и Анри Матис, които в началото на ХХ век са силно повлияни от традиционното африканско изкуство. Този период е от решаващо значение за еволюцията на западния модернизъм на визуалните изкуства, символизиран от пробивната картина на Пикасо Les Demoiselles d'Avignon.
Широка гама от повече или по-малко традиционни форми на изкуство или адаптации на традиционен стил към съвременния вкус се правят за продажба на туристи и други, включително така нареченото „летищно изкуство“. Редица бурни популярни традиции усвояват западните влияния в африканските стилове, като сложните фентъзи ковчези на Южна Гана, изработени в най-различни форми, които представляват професиите или интересите на починалия и повишават техния статус. Га вярват, че сложното погребение ще се възползва от статута на техните близки в отвъдния живот, така че семействата често не пестят разходи, когато решават ковчег искат за своите близки. Тези ковчези могат да приемат формите на коли, какаови шушулки, пилета или всяка друга форма, която семейството може да реши най-добре представлява техния починал любим човек.

### Минималистично африканско изкуство
Друг забележителен съвременен африкански художник е Амир Нур, който е судански художник, живеещ в Чикаго. През 60-те години той създава метална скулптура, наречена Паша при Шенди (1969), която се състои от геометрични фигури, които се свързват с паметта му за родината му. Скулптурата наподобява паша на овце в далечината.

## По държави, цивилизации или хора

### Западна Африка

#### Гана
Kente е традиционна, многоцветна, ръчно тъкана кърпа. Това е и вид текстура от коприна и памук, изработена от преплетени платнени ленти. Платът е централен за ганската култура и също така традиционно се използва като носител за мъже и жени с леко различни вариации и за двамата. Тази материя почти се носи от всеки член на племето на Гана.
Цветове и значение
Има различни цветови вариации за kente, всеки цвят има различни значения. Ето няколко примера:
- Черно: съзряване
- Бяло: пречистване
- Жълто: скъпоценност
- Синьо: спокойствие
- Червено: кръвопролитие

Аканското изкуство е възникнало сред хората на Акан. Аканското изкуство е известно с живи художествени традиции, включително текстил, скулптури, златни тежести от Акан, както и златни и сребърни бижута. Аканският народ е известен със силната си връзка между визуалните и вербалните изрази и отличителното съчетаване на изкуство и философия. Аканската култура цени златото над всички останали метали и вярва, че може да изобрази свръхестествените елементи зад много неща, включително кралската власт и културните ценности. Асанте, които са доминираща акано-говореща култура в Гана, проследяват произхода си назад до пристигането на златист стол, за който се говори, че държи душата на асантската нация в него. Златото се смятало за земен колега на слънцето и често се използвало в изкуството, за да покаже значението на царя, което го прави съществено представяне на техните културни и социални ценности. Кенте плат е друга изключително важна художествена традиция на културата Akan. Традицията гласи, че платът на Кенте произхожда, тъй като тъкачите се опитват да копират тъкачните способности на паяците със своите паяжини. Платът Kente е световноизвестен със своите цветове и модели. Първоначалното му предназначение е да изобрази кралската сила и авторитет, но вече е възприето и от няколко други култури. 
- Трофейна глава на Ашанти; около 1870 г.; чисто злато; Wallace Collection (Лондон). Това произведение на изкуството представлява враг вожд, убит в битка. Тегло 1,5   кг (3.3   lb), той беше прикрепен към държавния меч на краля Асант
- Кукла (Akuaba); 20 век; 27,3 x 11,4 x 3,8   cm (10 х 4 х 1 1 ⁄ два инч); Бруклински музей (Ню Йорк)
- Значка за миене на души (Akrafokonmu); 18 – 19 век; злато; Метрополитен музей на изкуствата (Ню Йорк)
- Печати от Калабаш adinkra, издълбани в Нтонсо (Гана)

#### Нигерия
Нигерийската култура се илюстрира чрез изкуството и фолклора. Нигерия черпи своето вдъхновение за тяхното изкуство от традиционното фолклорно наследство в региона. Има различни видове произведения на изкуството от нигерийската култура. Някои от тези произведения на изкуството могат да бъдат дърворезба, керамика, стъкло и бронзови произведения. Бенин и Авка се считат за централните места за дърворезба. Дърворезбите процъфтяват из южната част на Нигерия от незапомнени времена.

##### Примери за нигерийско традиционно изкуство
Маски
Маските са част от увереността на анималистите на хората от Йоруба. Воалите са боядисани, а феновете ги носят на мемориални служби.
Керамика
Грънчарството има дълъг обичай в Нигерия. Грънчарството е било добре известно от 100 г. пр. Н. Е. Тези дни Суледжа, Абуджа и Илорин се разглеждат като значими фигури в керамика. Грънчарите в Нигерия често са жени и обикновено практикуват методите да се предават чрез семейства.
- Nok седнала фигура; V в. пр.н.е. – V в.; теракота; 38   см (1   фута 3 инча); Musée du quai Branly (Париж). В тази работа на Nok, главата е драстично по-голяма от тялото, което я поддържа, но въпреки това фигурата притежава елегантни детайли и мощен акцент. Кокетното изпъкване от брадичката представлява брада. Колиета от шишарка около шията и запазват акцента върху лицето.
- Фрагмент за релеф с глави и фигури; V в. Пр. Н. Е. – V в. от н.е.; дължина: 50   см (19.6   в.), височина: 54   см (21.2   в.), ширина: 50   см (19.6   в). теракота; Musée du quai Branly. Като повечето африкански стилове на изкуството, стилът Nok се фокусира главно върху хората, рядко върху животните. Всички статуи на Nok са много стилизирани и сходни по това, че имат това триъгълно оформено око с перфорирана зеница, с извити вежди.
- Мъжка глава; 550 – 50 г. пр.н.е. теракота; Бруклински музей (Ню Йорк, САЩ). Устата на тази глава е леко отворена. Може би подсказва реч, че фигурата има какво да ни каже. Това е цифра, която изглежда е в разгара на разговора. Очите и веждите предполагат вътрешно спокойствие или вътрешно спокойствие.
- Мъжка фигура; теракота; Институт по изкуствата в Детройт (Мичиган, САЩ)

##### Бенин изкуство
Изкуството на Бенин е изкуството от Кралство Бенин или империя Едо (1440 – 1897), предколониална африканска държава, разположена в сега известния като регион Юг-Юг Нигерия. Бронзовете в Бенин са група от повече от хиляда метални плаки и скулптури, които украсяват кралския дворец на Кралство Бенин в съвременна Нигерия. Колективно предметите формират най-известните примери на изкуството на Бенин, създадени от тринадесети век нататък, от хората на Едо, които включват и други скулптури от месинг или бронз, включително някои известни портретни глави и по-малки парчета,
- Плакет с воини и придружители; 16 – 17 век; месинг; височина: 47.6   cm (18 в).; Метрополитен музей на изкуствата (Ню Йорк)
- Плака конен а Оба на кон с придружители; между 1550 и 1680 г.; месинг; височина: 49.5   cm (19 в.), ширина: 41.9 (. 16 инча), диаметър: 11.4   cm (4 ⁄ инча); Столичен музей на изкуствата
- Плака, която вероятно представлява музикант; 17 век; бронз; 48.26   cm (деветнадесетинча) х 18,42 (7 в). х 8.89   см (3 ⁄ инча), неправилен; Музей на изкуствата в окръг Лос Анджелис (САЩ)
- Петел фигура; 18 век; месинг; общо: 45.4   cm (17 в).; Столичен музей на изкуствата
- Бронзова глава на кралица Идия; началото на 16 век; бронз; Етнологичен музей на Берлин (Германия). Известни са четири отлити бронзови глави на кралицата и понастоящем са в колекциите на Британския музей, Световния музей (Ливърпул), Нигерийския национален музей (Лагос) и Етнологичния музей на Берлин
- Леопард акваманиле; 17 век; месинг; Етнологичен музей на Берлин. Бронзовите леопарди бяха използвани за украса на олтара на двата. Леопардът, символ на властта, се появява в много бронзови плаки, от двореца на двата
- Фигура на рог вентилатор; 1504 – 1550; медна сплав; 62,2 x 21,6 x 15,2   cm (24 х 8 х 6 инча); Бруклински музей (Ню Йорк). С духане на рог или флейта с дясната ръка лявата му ръка е отсечена. Той също носи мрежеста шапка с шеврон дизайн, украсена с перо
- Маска от слонова кост на Бенин на кралицата майка Идия; 16 век; слонова кост, желязо и мед; Столичен музей на изкуствата. Една от четири свързани висулни маски от слонова кост сред ценените регали на Оба от Бенин, взети от британците по време на Бенинската експедиция от 1897 г.

##### Игбо
Игбо произвежда голямо разнообразие от изкуства, включително традиционни фигури, маски, артефакти и текстил, както и произведения от метал, като бронз. Произведения на изкуството от Игбо са открити още през 9 век с бронзовите артефакти, открити в Игбо Уку. Маските им са сходни с тези на Fang, като са бели и черни в приблизително същите части. 
- Maiden спиртна маска; началото на 20 век; дърво и пигмент; Бруклински музей (Ню Йорк, САЩ)
- Маска, известна като Кралицата на жените (Eze Nwanyi); края на 19 – началото на 20 век; дърво и пигмент; Музей на изкуствата в Бирмингам (Алабама, САЩ)
- Бронзов церемониален съд под формата на черупка на охлюв; 9 век; Igbo-Ukwu; Нигерийски национален музей (Лагос, Нигерия)
- Бронзов декоративен ръководител на персонала; 9 век; Igbo-Ukwu; Нигерийски национален музей
- Каска-маска; 20 век; Музей на изкуствата в Индианаполис (САЩ)
- Женска фигура за малък храм; 20 век; Музей на изкуствата в Индианаполис
- Grament; 1950 – 1975; памук; Музей на изкуствата в Индианаполис

##### Йоруба
Йоруба изкуството е най-известно с главите от Ифе, изработени от керамика, месинг и други материали. Голяма част от изкуството им се свързва в кралските дворове. Те също изработиват сложни маски и врати, пълни с детайли, боядисани в ярки цветове, като синьо, жълто, червено и бяло. 
- Бюст на цар или сановник; 12 – 15 век от н.е. теракота; Етнологичен музей на Берлин (Германия); открит в Ife (Нигерия)
- Йоруба маска за цар Обалуфон II; около 1300 CE; мед; височина: 29,2 см; открити в Ифе; Музей на античността Ife (Ife, Нигерия)
- Бронзова глава от Ифе; XII – XV век; месинг; Британски музей (Лондон)
- Маска със 7 птици; 19 – 20 век; Институт за изкуства в Детройт (САЩ)
- Маска с надстройка и две птици; 19 – 20 век; Детройтски институт по изкуствата
- Шапки; около 1900 – 1915 г.; Детройтски институт по изкуствата
- Двойка на панелите на вратите и подвижник; около 1910 – 1914 г.; от Olowe of Ise; (Британски музей, Лондон)
- Карнавална маска; около 1950 г.; Музей на изкуствата в Индианаполис (САЩ)

##### Други етнически групи на Нигерия
- Резбована врата; около 1920 – 1940 г.; дърво с железни скоби; от Nupe хора; Музей на изкуствата Худ (Хановер, Ню Хемпшир, САЩ)
- украшение за глава; началото на 1900 г.; дърво, антилопска кожа, кошничарство, бастун, метал; от хора на Еджагам; Музей на изкуствата в Кливланд (САЩ)
- украшение за глава; началото на 1900 г.; дърво, коса; Идома хора; Музей на изкуството в Кливланд
- Маска Otobo (хипопотам); от хора на Калабари; Британски музей (Лондон)

- Теракотова седна фигура; 13 век; керамични изделия; 29.9   cm (11   в.) високо; Метрополитън музей на изкуствата (Ню Йорк, САЩ) Повдигнатите маркировки и вдлъбнатини на гърба на тази изгърбена фигура на Дженне могат да представляват болести или, по-вероятно, модели на жертвоприношение. Изразът на лицето и поза може да изобразяват човек в траур или болка
- Женска фигура; 13 – 15 век; теракота, покрита с червена охра; височина: 37,5   см (14,7 инча), ширина: 31   см (12,2 инча), дълбочина: 24   cm (9,4 инча); Musée du quai Branly (Париж)
- Конна фигура; 13 – 15 век; височина: 70.5   см; Национален музей на африканското изкуство (Вашингтон, САЩ)
- Мъжка фигура; 14 – 17 век; Музей на изкуствата в Кливланд (Охайо, САЩ)

##### Бамбара
Хората на Бамбара (Bambara) адаптират много художествени традиции и започва да създава експонати. Преди парите да са основният двигател на създаването на техните произведения на изкуството, те са използвали способностите си единствено като свещен занаят за показване на духовна гордост, религиозни вярвания и показване на обичаи. Примерни произведения на изкуството включват маската Bamana n'tomo. Стилистичните вариации в изкуството на Бамбара са екстремни скулптури, маски и шапки, които показват или стилизирани, или реалистични характеристики, или изморени или инкрустирани патини. Функцията на парчета от Бамбара е била обвита в мистерия, но през последните двадесет години теренните проучвания разкриха, че някои видове фигури и шапки са свързани с редица общества, които структурират живота на Бамбара.
Маски
Има три основни и един минорен тип маска Бамбара. Първият тип, използван от обществото на N'tomo, има типична гребенова структура над лицето, носи се по време на танци и може да бъде покрит с черупки на коури. Вторият тип маска, свързана с обществото на Комо, има сферична глава с два рога на антилопа на върха и разширена, сплескана уста. Използват се по време на танци, но някои имат гъсто инкрустирана патина, придобита по време на други церемонии, в които върху тях се изливат лигации.
Третият тип има връзки с обществото на Нама е издълбан под формата на съчленена глава на птица, докато четвъртият, второстепенен тип, представлява стилизирана глава на животните и се използва от обществото на Коре.
Статуетки
Статуетките на Бамбара се използват главно по време на годишните церемонии на обществото Гуан. По време на тези церемонии група до седем фигури, с размери от 80 до 130   см на височина, са извадени от светилищата си от по-възрастните членове на обществото. Скулптурите се измиват, смазват се повторно и се принасят жертви в техните светилища. Тези фигури – някои от които датират от 14-и до 16 век – обикновено показват типично гребено копие, често украсено с талисман.
На две от тези фигури е приписано голямо значение: седнала или изправена майчинска фигура, наречена Гуандузу – известна на Запад като „кралица на Бамбара“, и мъжка фигура, наречена Гуантигуи, която обикновено изглежда носеща нож. Двете фигури са заобиколени от придружаващи фигури на Guannyeni, стоящи или седнали в различни позиции, държащи съд или музикален инструмент.

##### Догоните
Художеството на догон е преди всичко скулптура. Художеството на Dogon се върти около догонските религиозни ценности, идеали и свободи (Laude, 19). Скулптурите от Dogon не се правят, за да бъдат гледани публично, а обикновено са скрити от публичното око в къщите на семейства, светилища или се пазят с Hogon (Laude, 20). Значението на секретността се дължи на символичното значение зад парчетата и на процеса, по който са направени.
Темите, открити в скулптурата на Dogon, се състоят от фигури с повдигнати ръце, насложени фигури с брада, конници, изпражнения с кариатиди, жени с деца, фигури, покриващи лицата им, жени, смилащи перлено просо, жени, носещи съдове на главата си, магарета, носещи чаши, музиканти, кучета, корита или пейки с четириъгълна форма, фигури, огънати от кръста, огледални изображения, фигури на престилки и стоящи фигури (Laude, 46 – 52).
са свързани помежду си от Nommo. Седналите женски фигури, ръцете им на корема, са свързани с култа към плодовитостта, въплъщавайки първия прародител, умрял при раждане, и са обект на принасяне на храна и жертви от жени, които очакват дете.
- Лице, което носи маска Satimbe
- Лице, което носи маска Walu, на базата на антилопа
- Маска на базата на хиена; 20 век; Музей на изкуствата в Индианаполис (САЩ)
- Декорирана врата в село Хонг
- Фигура на седнал музикант (Коро плейър); края на 18 век; 55,8 х 17,7 х 10,8   cm (22 х 7 х 4 ⁄ инча); Бруклински музей (Ню Йорк)
- Фигура на коленичила жена; около 1500; дърво; височина: 35.2   cm (13 в).; Метрополитен музей на изкуствата (Ню Йорк)
- Конна фигура; 16 – 17 век; дърво; височина: 68.9   cm (27 в).; Столичен музей на изкуствата
- стол; вероятно от края на 19 до началото на 20 век; дърво и пигмент; Национален музей на африканското изкуство (Вашингтон, САЩ)
- Канага маска в три части; 20 век; 108 х 59.1 х 22.9 cm (42 х 23 х 9 в); Бруклински музей (Ню Йорк)

##### Други етнически групи на Мали
- Черно-бяла снимка на женска фигура с вдигната ръка; 15 – 17 век; дърво (фикус, морецеа), жертвени материали; височина: 44.8   cm (17 в).; от хората от Телем; Метрополитен музей на изкуствата (Ню Йорк)
- Зооморфна фигурка; 12 – 16 век; от културата на Tennenkou; Museo de Arte Africano Arellano Alonso (Валядолид, Испания)
- Фигурка за конен спорт; от културата Банкони; Museo de Arte Africano Arellano Alonso

#### Буркина Фасо
Буркина Фасо е малка, незаседнала държава северно от Гана и на юг от Мали и Нигер. В икономически план това е една от четирите или петте най-бедни страни в света. В културно отношение тя е изключително богата. В голяма степен те почитат духовете чрез използването на маски и резбовани фигури. Много от страните на север от Буркина Фасо са станали предимно мюсюлмански, докато много от страните на юг от Буркина Фасо са силно християнски. За разлика от тях много от хората на Буркина Фасо продължават да принасят молитви и жертви на духовете на природата и на духовете на своите предци. Резултатът е, че те продължават да използват видовете изкуство, които виждаме в музеите в Европа и Америка.

#### Бряг на слоновата кост
Народите Baoulé, Senoufo и Dan са квалифицирани в дърворезбата и всяка култура произвежда дървени маски в голямо разнообразие. Иворийските хора използват маски, за да представят животни в карикатура за изобразяване на божества или за да представят душите на заминалите.
Тъй като се счита, че маските имат голяма духовна сила, тя се счита за табу за всеки, освен специално обучени лица или избрани, да носи или притежава определени маски. Смята се, че за тези церемониални маски има душа или жизнена сила, а носенето на тези маски се смята, че преобразува потребителя в съществото, което маската представлява.
Кот д'Ивоар също има съвременни художници и илюстратори. Гилбърт Г. Гроуд критикува древните вярвания в черната магия, както се поддържа със споменатите по-горе духовни маски, в илюстрираната си книга Magie Noire.

### Източна Африка

#### Кения
Около езерото Туркана съществуват древни петроглифи, изобразяващи човешки фигури и животни. Племената Банту изграждат погребални постове, все още се създават дърворезби от човешки глави на върха на геометрични дизайни. Въпреки че първоначалните публикации вече не съществуват, тези по-нови творения се смятат за продължение на практиката. Хората Кикую също продължават дизайна на древната традиция в дизайните, изрисувани на щитовете им.
Съвременните кенийски художници в Банту включват Елимо Няу, основател на арт центъра Paa Ya Paa, работилница за художници, базирана в Найроби. От Училището за изящно изкуство и дизайн на Университета в Найроби дойдоха Булина Мартинс и Сара Шиунду. Двете, благодарение на това, че са научили много основни техники в дизайна, са силно иновативни както в стил, използване на цвят, така и в изпълнение. За разлика от повечето съвременни кенийски художници рисуват, използвайки масла, акрили и акварели и / или комбинация.
Музеят на изкуствата Eskenazi в университета в Индиана разполага с голяма колекция от традиционни предмети на изкуството от Кения, включително бижута, контейнери, оръжия, бастуни, подглавници, табуретки, прибори и други предмети, достъпни онлайн.

#### Етиопия
Етиопското изкуство от 4 век до 20-и може да бъде разделено на две широки групировки. Първо идва една отличителна традиция на християнското изкуство, най-вече за църкви, във форми, включващи живопис, кръстове, икони, осветени ръкописи и други метални изделия като корони. Второ, има популярни изкуства и занаяти като текстил, кошнички и бижута, в които етиопските традиции са по-близки до тези на други народи в региона. Историята му се връща почти три хиляди години до царството на Д'мт.
Праисторическото скално изкуство, сравнимо с това на други африкански обекти, оцелява на редица места и до идването на християнството каменните стели, често издълбани с прости релефи, са издигнати като гробове и за други цели в много региони; Тия е един важен обект. В „предварително Axumite“ желязната епоха култура от около пр.н.е. 5 век до първата век от н.е. е повлиян от Кралство Куш на север, както и преселници от Арабия, и произведени градове с прости храмове в камък, като разрушената този, при Йеха, което е впечатляващо с датата си през IV или V в. пр.н.е.
Църковните картини в Етиопия вероятно са произведени още от въвеждането на християнството през IV в. Сл. Хр. въпреки че най-ранните оцелели примери идват от църквата Дебре Селам Микаел в района на Тиграй, датирана от 11 в. Сл. Хр. Въпреки това последователите от 7 век след Христа на ислямския пророк Мохамед, избягали в Аксум във временно изгнание, споменават, че оригиналната църква на Дева Мария от Сион е украсена с картини. Други ранни картини включват тези от изсечените в скали църкви на Лалибела, датирани от XII в. Сл. Хр., И в близката Генета Мариам, датирана от 13 век сл. Хр. Картините в осветени ръкописи обаче предхождат най-ранните оцелели църковни картини; например, Етиопските евангелия Гарима от ІV-VI в. сл. Хр. съдържат осветени сцени, имитиращи съвременния византийски стил.
Етиопската живопис, по стените, в книгите и в иконите е силно отличителна, въпреки че стилът и иконографията са тясно свързани с опростената коптска версия на късноантичното и византийското християнско изкуство. От 16 век римокатолическото църковно и европейското изкуство като цяло започва да оказва известно влияние. Етиопското изкуство обаче е силно консервативно и запазва голяма част от своя отличителен характер до новото време. Производството на осветени ръкописи за употреба продължи и до днес.
Друга важна форма на етиопското изкуство, свързана също с коптските стилове, са кръстове, изработени от дърво и метал. Те обикновено са медна сплав или месинг, покрити (поне първоначално) със злато или сребро. Главите обикновено са плоски отливки със сложна и сложна ажурна украса. Кръстният мотив се очертава от декорацията, като целият дизайн често оформя въртяща се квадратна или кръгла форма, въпреки че дизайните са много разнообразни и изобретателни. Много от тях включват извити мотиви, издигащи се от основата, които се наричат „ръцете на Адам“. Освен в последните примери, повлияни от Запада, те обикновено нямат корпус или фигура на Христос, а дизайнът често включва множество по-малки кръстове. Понякога са добавени гравирани образни изображения. Кръстовете са предимно или процесни кръстове, с металната глава, монтирана върху дълъг дървен жезъл, носен в религиозни шествия и по време на литургията, или кръстосани ръце, с по-къса метална дръжка в същия отлив като главата. По-малките кръстове, носени като бижута, също са често срещани.

#### Танзания
Макондите са известни като майстори-резбари в Източна Африка, а статуята им, която може да се намери, се продава и на туристически пазари, и в музеи. Традиционно издълбават битови предмети, фигури и маски. От 50-те години на миналия век се развива така нареченото модерно изкуство Makonde. Съществена стъпка прави обръщането към абстрактни фигури, най-вече духове (шетани), които играят специална роля. Маконде са част от важните съвременни художници на Африка днес. Изключителна позиция заема Джордж Лиланга.

### Централна Африка

#### Демократична република Конго

##### Кралство Куба
Кралство Куба (наричано още Кралство Бакуба, Сонгора или Бушонго) е било предколониално кралство в Централна Африка. Кралството Куба процъфтява между 17 и 19 век в региона, граничещ с реките Санкуру, Лулуа и Касай в югоизточната част на съвременната Демократична република Конго. Голяма част от изкуството е създадено за дворове на вождове и крале и, затова е обилно украсено, като включва черупки от коури и животински кожи (особено леопардови) като символ на богатство, престиж и власт. Маските също са важни за Куба. Използват се както в ритуалите на съда, така и при посвещаването на момчетата в зряла възраст, и при погребения. 
- Ngady-Mwash маска; 19 век; Етнологичен музей на Берлин (Германия). Цветовете, червеното, кафявото и бежовото създават топла атмосфера на савана, като са в контраст с редовете сини мъниста. Подобно на много други маски Kuba, и тази е украсена с черупки от коури. Подобно на много видове маски Kuba, маската ngady-mwash е силно полихромна или многоцветна
- Mulwalwa маска; 19 или началото на 20 век; боядисано дърво и рафия; Етнологичен музей на Берлин. Тази маска олицетворява мощен природен дух. Тъй като няма дупки, през които изпълнител може да вижда, той вероятно е бил монтиран на стена в лагер за посвещение, сигнализирайки, че посвещаването е почти завършено
- Pwoom Itok маска; края на 19 век; 39,1 x 28,6 x 29,8   cm (15 х 11 х 11 ⁄ инча); Бруклински музей (САЩ). Тази маска може би представляваше мъдър по-възрастен мъж в момченските инициации. Една от основните маски за танци Kuba се нарича pwoom itok. Основната идентифицираща характеристика е формата на очите, чиито центрове са конуси, заобиколени от дупки, през които носителят вижда
- Колан (все пак); вероятно началото на 1900 г.; шнур, кожа, стъклени мъниста, черупки; Музей на изкуствата в Кливланд (САЩ). Подобно на някои от маските, този колан е украсен с цветни мъниста
- Ndop на цар Мише miShyaang maMbul; 1760 – 1780; дърво; 49,5 x 19,4 x 21,9   cm (19 х 7 х 8 ⁄ инча); Бруклински музей (Ню Йорк). Ndops са кралски паметни портрети, издълбани от жителите на Куба в Централна Африка. Те не са натуралистични изображения, но са предназначени като представяне на духа на царя и като капсулиране на принципа на царството
- Чаша за глава (Mbwoongntey); 19 век; дърво; Бруклински музей. Има едно-инчова цилиндрична устна с линейна украса. Косата е изградена от кръстосани линии с повдигнат сегмент с диамант на гърба на главата. Бузите му имат извита многолинейна скарификация
- Itoon (инструмент на гадателя, под формата на хипопотам); 19 век; дърво; 7,5 × 26,6 × 6,4   см (2 х 10 х 2 1 ⁄ две инча); Бруклински музей
- плат; рафия; 20,3 x 85,7   cm (8 х 33 в).; Бруклински музей. В Куба култура, мъжете са отговорни за лико отглеждане на дланта и тъкане на лико кърпа. Изработват се няколко вида плат за рафии за различни цели, най-често срещаната форма на които е обикновена тъкан плат, която се използва като основа за декорирана текстилна продукция

 Кралство Люба или империя Люба (1585 – 1889) е предколониална централноафриканска държава, възникнала в блатистите тревни площи на депресията Упемба разположена в сегашната южна Демократична република Конго. Днес хората от Люба или баЛуба са етноезикова група, коренна за южно-централния регион на Демократична република Конго.

Изкуството Люба не е много еднородно поради огромната територия, на която царството се разпростира. Някои характеристики обаче са често срещани. Смята се, че жената е имала важна роля в обществото, поради наличието на множество женски фигури в украсата на предметите. 
- облегалката за глава; 19 век; дърво; височина: 18.5   cm (7.2   в), ширина: 19   см (7.4   в), дебелина: 8   см (3.1   в); Musée du quai Branly (Париж). Този облегал за глава представя прическите на Люба от 19 век, както и дългите крайници, извити крака, цилиндричен торс и динамична поза, характерни за художника, който го е направил
- Фигурка на изправена жена; края на 19 или началото на 20 век; дърво; 27,9 × 8,3 × 10,2   cm (11 х 3 х 4 инча); Бруклински музей (Ню Йорк)
- Шкаф за преграждане с женска глава; края на 19 или началото на 20 век; дърво; 20.6 × 5.4 × 4.8   cm (8 х 2 х 1 инча); Бруклински музей
- Kifwebe маска; дърво; Кралски музей за Централна Африка (Тервурен, Белгия)

##### Други етнически групи на Демократична република Конго
- Антропоморфна саксия; началото на 20 век; керамика; 40.0 × 24.0   cm (15 х 9 1. ⁄ 2 инча); от хората на Mangbetu; Бруклински музей (Ню Йорк)
- Пласка маска (emangungu); вероятно началото на 1900 г.; дърво; от хора Bembe; Музей на изкуствата в Кливланд (САЩ)
- Глава на скиптър; 19 век; от Yombe хора
- Женска фигура; 20 век; дърво; от хора Lumbo; Музей на изкуствата в Индианаполис (САЩ)
- Маска; началото на 20 век; дървесни, рафийни и цветни пигменти; от хора Yaka; Музей на Риетберг (Цюрих, Швейцария)
- Стол (трон) на началник; 19 или началото на 20 век; дърво; от хора Хемба; Музей на Ритберг
- Погребална фигура (тумба); 19 век; дърво; от хора Sundi; Музей на Ритберг
- Маска (kifwebe); дърво; от хора Songye; Кралски музей за Централна Африка (Тервурен, Белгия)
- Mbangu маска; дърво, пигмент и влакна; височина: 27   см; от хората на Пенде; Кралски музей за Централна Африка. Представяне на обезпокоен мъж, с качулка V-изглеждащи очи и художествените елементи на маската – лицеви повърхности, дистантирани черти и разделен цвят – предизвикват преживяването на личен вътрешен конфликт
- Фигура на гробница; сапунен камък; от хора Boma; Кралски музей за Централна Африка. Каменните скулптури са изключително редки в африканското изкуство
- Фигура предшественик на воина; 19 век; дърво; 84,1 × 26 × 23,2   cm (33,1 × 10,2 × 9,1 инча); от хора Хемба; Художествен музей Кимбел (Форт Уърт, Тексас, САЩ)
- Статуетка на жена; 19 или началото на 20 век; от Холохоло хора; Етнологичен музей на Берлин (Германия)

#### Чад
Сао цивилизацията процъфтява в Средна Африка от около шести век пр. Н. Е. до шестнадесети век след Христа. Сао са живели край река Чари около езерото Чад. Най-важните им произведения на изкуството са фигурките от теракота. Тези фигурки представляват хора и животни. Други видове артефакти показват, че саосите са били квалифицирани работници в бронза, медта и желязото.
- Антропоморфна фигурка; теракота; 9 – 16 век; Musée du quai Branly (Париж)
- Антропоморфна фигурка; 9 – 16 век; теракота; Musée du quai Branly
- Антропоморфна фигурка; 9 – 16 век; теракота; Musée du quai Branly
- Антропоморфна фигурка; 9 – 16 век; теракота; Musée du quai Branly
- Глава; теракота; Muséum d'Histoire naturelle de La Rochelle (Ла Рошел, Франция)
- Зооморфна фигура; 9 – 16 век; теракота; Musée du quai Branly
- Фрагмент от грудник; 9 – 16 век; медна сплав; Musée du quai Branly

#### Габон
Хората на Fang правят маски и кошници, дърворезби и скулптури. Фан изкуството се характеризира с организирана яснота и отчетливи линии и форми. Биери, кутии за съхраняване на останките на предци, биват издълбавани със защитни фигури. Маски се носят в церемонии и за лов. Лицата са боядисани в бяло с черни черти. Миенското изкуство се концентрира около ритуалите за смъртта на Миене. Предците на жените са представени от маски с бяло боядисване, носени от роднини от мъжки пол. Бекотите използват месинг и мед за покриване на дърворезбите си. Те използват кошници за прибиране на останки от предци. Туризмът е рядък в Габон и за разлика от други африкански страни, изкуството не е подтиквано от търговия.

### Южна Африка

#### Ботсуана
В северната част на Ботсуана жените от селата Етша и Гумаре са известни с уменията си да изработват кошници от Mokola Palm и местни бои. Обикновено кошниците са три вида: големи, затворени кошници, използвани за съхранение; големи, отворени кошници за пренасяне на предмети на главата, а третият вид представлява по-малки чинии за изваждане на изсипано зърно. Артистичността на тези кошници се увеличава непрекъснато чрез използването на цветове и подобрения дизайни, тъй като те все повече се произвеждат за търговска употреба.
Кралство Мапунгубве (1075 – 1220 г.) е предколониална държава в Южна Африка, разположена при сливането на реките Шаше и Лимпопо, на юг от Зимбабве. Най-известното произведение на изкуството на Mapungubwe е мъничък златен носорог, известен като златен носорог на Мапунгубве. В други гробове от Mapengubwe са открити предмети, изработени от желязо, злато, мед, керамика и стъклени мъниста.

##### Южна Небебела
Хората от Южните Недели са известни с начина, по който рисуват къщите си. Различни геометрични форми срещу страхотни, контрастни цветове са в основата на стила Ndebele, обхваща всичко – от архитектурата, облеклото и инструментите на хората. При тях цветът почти винаги има роля за рисуването на емоции в изкуството, Ndebele са едни от първите южноафрикански племена, които използвт широк спектър от цветове, за да предадат специфичен смисъл на живота си. 
- Стенописите в Ndebele от Маастрихтския университет (Холандия)
- Стенописите в Ndebele от Маастрихтския университет
- Престилка с мъниста или мепуто; края на 19 – началото на 20 век; кожи, стъклени мъниста, метални мъниста, слама; 46,9 × 50,8   cm (18.5 × 20 инча); Музей на изкуствата в Бирмингам (Алабама, САЩ)

### Северна Африка

#### Египет
Съществувайки 3000 години и тридесет династии, „официалното“ изкуство на Древен Египет е било съсредоточено върху държавната религия на онова време. Изкуството варира от дърворезба на масивни статуи и малки статуетки, до стеновото изкуство, изобразяващо както историята, така и митологията. През 26 век пр.н.е. Зрелостта на египетската дърворезба достигна връх, който по-късно достига отново за още 1500 години по време на управлението на Рамзес II.

Телесните пропорции на фигурите изглеждат математически изведени, пораждат усещане за съвършенство в изобразените фигури. Това най-вероятно е било използвано за укрепване на благочестието на управляващата каста. 
- Двете страни на палитрата Нармер; около 3100 г. пр.н.е. хрътка; височина: 63   cm (24 в).; от Хиераконполис (Египет); Египетски музей (Кайро). Палитрата Нармер е най-важното изложение на митологията на царството на египтяните. Ясен манифест на кралската власт, той също е един с множество слоеве символика
- Ядене на стела от принцеса Нефертиабет; 2589 – 2566 г. пр. Н. Е.; варовик и боя; височина: 37.7   см. (14 инча), дължина: 52.5   см. (20 инча), дълбочина: 8.3   см (3 ⁄ инч); от Гиза; Лувър (Париж). Това фино изпълнено облекчение представлява най-краткото осигуряване на вечното приношение за починалия
- Бюстът на Нефертити; 1352 – 1336 г. пр.н.е. варовик, мазилка и боя; височина: 48   cm (19 в).; от Амарна (Египет); Египетски музей на Берлин (Германия). Може би най-емблематичният образ на жена от древния свят, бюстът на Нефертити е трудно да се контекстуализира, защото изглежда толкова изключителен
- Маската на Тутанкамон; около 1327 г. пр.н.е. злато, стъкло и полускъпоценни камъни; височина: 54   см. (21 инча), ширина: 39.3   см. (15 инча), дълбочина: 49   cm (19 в).; от Долината на царете (Тива, Египет); Египетски музей. Мумията маска на Тутанкамон е може би най-емблематичният обект за оцеляване от древен Египет

## Музеи
Много художествени и етнографски музеи имат раздел, посветен на изкуството от Субсахарска Африка, например Метрополитън музей на изкуствата в Ню Йорк и Етнологически музей в Берлин. Няколко западни музеи са посветени само на африканското изкуство, като Националния музей на африканското изкуство във Вашингтон, окръг Колумбия. Едно изключение е Африканският музей на изкуствата в Мериленд, разположен в Колумбия, Мериленд, между Вашингтон, окръг Колумбия и Балтимор. Основан през 1980 г., музеят съхранява произведения на изкуството от традиционни общества, включително изваяни фигури, маски, кошници, бижута, текстил и музикални инструменти. Някои колежи и университети притежават колекции от африканско изкуство, например Университета Хауърд във Вашингтон и Колежа на Спелман в Атланта, Джорджия. Националните музеи в Африка съхраняват африканското изкуство, например Националният музей на Нигерия в Лагос.

## Цитати
1. ↑  N'Goné Fall, Jean Loup Pivin. An Anthropology of African Art: The Twentieth Century.   Taschen, 2000. ISBN 1-891024-38-8. с. 44.
2. ↑  Richard Majors, Billson, J.M. Cool Pose: The Dilemma of Black Manhood in America.   Touchstone, 1993. ISBN 9780671865726. с. 56. Посетен на 2014-12-12.
3. ↑  Vangheluwe, S., Vandenhoute, J. The Artist Himself in African Art Studies: Jan Vandenhoute's Investigation of the Dan Sculptor in Côte D'Ivoire.   Academia Press, 2001. ISBN 9789038202860. с. 19. Посетен на 2014-12-12.
4. 1 2  Murrell, Denise. African Influences in Modern Art, Музей на изкуството „Метрополитън“, April 2008. Посетен на 31 януари 2013 г.
5. ↑  Suzanne Blier, „Africa, Art, and History: An Introduction“, A History of Art in Africa, p. 16
6. ↑  Strother, Z. S. (2011). À la recherche de l’Afrique dans Negerplastik de Carl Einstein. Gradhiva, 14: 30 – 55. link.
7. ↑  Mashabane, Phill. Africanism in art and architecture: The keynote address delivered at the twelfth annual conference of the South African Journal of Art History //  South African Journal of Art History 33 (3).   2018. с. iv-vii.
8. ↑  What is African Art? //   Augusta African Art.  Архивиран от оригинала на 2020-10-19. Посетен на 2020-07-01.
9. ↑  Ohimai, P.E. и др. Utilitarianism And Symbolism Of African Traditional Graphics //  International Journal of Innovative Research and Advanced Studies 4.   June 2017. с. 1 – 8.
10. ↑  Richardson, John. A Life of Picasso: The Cubist Rebel, 1907 – 1916.   New York, Knopf, 2007. ISBN 978-0-375-71150-3.
11. ↑  Kampen-O'Riley, Michael. Art beyond the West: the arts of the Islamic world, India and Southeast Asia, China, Japan and Korea, the Pacific, Africa, and the Americas. 3rd.   Upper Saddle River, 2013. ISBN 9780205887897. OCLC 798221651.
12. ↑  people – Sharjah Art Foundation //  sharjahart.org.    Архивиран от оригинала на 2018-11-26. Посетен на 2018-11-26.
13. ↑  Transatlantic Dialogue //  africa.si.edu.   Посетен на 2018-11-26.
14. ↑  Dohlvik, Charlotta. Museums and Their Voices: A Contemporary Study of the Benin Bronzes.   International Museum Studies, May 2006. Архив на оригинала от 2013-10-19 в Wayback Machine.
15. ↑  Nevadomsky, Joseph. Casting in Contemporary Benin Art //  African Arts 38 (2).   2005. DOI:10.1162/afar.2005.38.2.66. с. 66 – 96.
16. ↑  Roy, Christopher D. Art of the Upper Volta Rivers, 1987, Paris: Chaffin.
17. ↑  Art & Life in Africa – The University of Iowa Museum of Art //   uiowa.edu.  Архивиран от оригинала на 2013-06-30. Посетен на 2014-12-12.
18. ↑  Parrott, Fred J. Introduction to African arts of Kenya, Zaire, and Nigeria.   Arco Pub. Co, 1972. OCLC 594445459.
19. ↑  African art and agency in the workshop.   Indiana University Press, 2013. ISBN 9780253007490. OCLC 863036303.
20. ↑  AmazwiSite. Bulinya Martins //  Amazwi Contemporary Art.    Архивиран от оригинала на 2019-03-20. Посетен на 2019-03-20. (на американски английски)
21. ↑  Sarah Shiundu | Inside African Art //   Посетен на 2019-03-20. (на американски английски)
22. ↑  Indiana University Art Museum Arts of Kenya Online Collection
23. ↑  Christian Ethiopian art //  Smarthistory.   2016-12-22. Посетен на 2017-07-27.
24. ↑  Ethiopian icons: catalogue of the collection of the Institute of Ethiopian studies, Addis Ababa university.   Milano, Skira, 2000. ISBN 8881186462. OCLC 848786240.
25. ↑  Ross
26. ↑  Chojnacki, Stanisław, Gossage, Carolyn. Ethiopian crosses: a cultural history and chronology.   Milan, Skira, 2006. ISBN 8876248315. OCLC 838853616.
27. ↑  Maria Evangelatou. 2017. A Contextual Reading of Ethiopian Crosses Through Form and Ritual Kaleidoscopes of Meaning. (Gorgias Eastern Christian Studies.) St. Gorgias Press.
28. ↑  Heath, Elizabeth. Encyclopedia of Africa.   Oxford University Press, 2010. ISBN 978-0-19-533770-9. с. 88 – 89, 14 – 15.
29. ↑  Fanso 19.
30. ↑  The African Art Museum of Maryland //  africanartmuseum.org.   Посетен на 4 April 2020.

## Общи източници
- Биасио, Елисавета, „Етиопия и Еритрея“ (subscription required), Grove Art Online. Oxford Art Online. Oxford University Press. 4 февруари 2013 г.
- Хю Хонор и Джон Флеминг, Световна история на изкуството, 1-во изд. 1982 г. (много по-късни издания), Макмилан, Лондон, страница от 1984 г. до Macmillan 1st en. меки корици. ISBN 0333371852 ISBN   0333371852.
- История на изкуството в Африка (2001) Моника Блекмун Висона и др. Prentice Hall, Ню Йорк ISBN 0-13-442187-6.
- Рос, Ема Джордж. „Африканско християнство в Етиопия“. В Хайлбрун Времева линия на историята на изкуствата. Ню Йорк: The Metropolitan Museum of Art, 2000–. (Октомври 2002 г.)
- Рой, Кристофър Д., „Изкуството на Буркина Фасо“ Архив на оригинала от 2015-01-05 в Wayback Machine., Изкуство и живот в Африка, Университета на Айова.
- Tinga Tinga Art: Съвременно изкуство в Източна Африка

|  | Тази страница частично или изцяло представлява превод на страницата African art в Уикипедия на английски. Оригиналният текст, както и този превод, са защитени от Лиценза „Криейтив Комънс – Признание – Споделяне на споделеното“, а за съдържание, създадено преди юни 2009 година – от Лиценза за свободна документация на ГНУ. Прегледайте историята на редакциите на оригиналната страница, както и на преводната страница, за да видите списъка на съавторите. ВАЖНО: Този шаблон се отнася единствено до авторските права върху съдържанието на статията. Добавянето му не отменя изискването да се посочват конкретни източници на твърденията, които да бъдат благонадеждни. |